# Неслучајна укрштања
Неслучајна укрштања представљају један од фактора који могу да поремете генетичку равнотежу популације, за коју је неопходно да се јединке случајно укрштају. При неслучајном укрштању поједине јединке образују парове на основу неке специфичне особине: 
- сличности фенотипова,
- сродства или
- просторне удаљености.

У таквим условима гени (њихови алели) неће образовати зиготе случајно у односу на учесталост тих гена у популацији.
Неслучајна уктрштања се могу класификовати на:
- укрштање у сродству — подразумева укрштање међу блиским сродницима, које доводи до повећања учесталости оба хомозиготна генотипа, а смањење учесталости хетерозигота; због изузетно великог ризика да се штетни рецесивни алели нађу код потомака у хомозиготном стању, склапање бракова међу блиским рођацима је законски регулисано (код нас је није дозвољено до VI степена сродства.

- позитивно асортативно укрштање при коме постоји наклоност ка партнеру који има сличан (исти) генотип као јединка која бира; нпр. у хуманим популацијама избор партнера је обично условљен поседовањем сличног степена интелигенције, физичких особина, истим матерњим језиком, бојом коже итд;
- негативно асортативно укрштање код кога се фаворизује као партнер јединка која има другачији генотип од оног који поседује јединка која бира (што је ређи случај); нпр. црвенокоси људи међусобно ређе ступају у брак).